# Lengua propia
Lengua propia es un término jurídico que alude, en distintos Estatutos de autonomía de comunidades autónomas de España, a lenguas que han sido declaradas oficiales de dicha comunidad autónoma junto con el español, de acuerdo con lo establecido en el artículo tercero de la Constitución española. El mismo término se utiliza también en la Ley de Ordenación del Uso de la Lengua Oficial del Principado de Andorra con relación al catalán, única lengua oficial del Estado andorrano.
Históricamente, la afirmación jurídica de que la lengua autóctona tiene carácter de lengua propia es un concepto que arranca del Estatuto de Régimen Interior de Cataluña de 25 de mayo de 1933, y fue posteriormente retomado, a partir de la Transición española, con la creación del llamado Estado de las Autonomías. En 1996, el Gobierno de España, el Congreso de los Diputados y el Senado, unánimemente, se adhirieron a la propuesta de Declaración Universal de los Derechos Lingüísticos, un texto de carácter institucional que establece que «la denominación lengua propia de un territorio hace referencia al idioma de la comunidad históricamente establecida en este espacio».
El Diccionario de la Real Academia Española, en su voz «lengua muerta», hace una referencia, desde 1803, a la que «no se habla ya como lengua propia y natural de un país o nación», pese a que no existe una entrada específica para definir el sintagma.

## Origen
El concepto de lengua propia se formuló en un texto jurídico por vez primera en el artículo tercero del Estatuto de Régimen Interior de Cataluña, aprobado por el Parlamento de Cataluña el 25 de mayo de 1933, que en su artículo tercero establecía: «La lengua propia de Cataluña es la catalana». Fue utilizado posteriormente en el Estatuto de autonomía de Cataluña de 1979, donde se enuncia que la lengua propia de Cataluña es el catalán. El preámbulo de la Ley de Normalización Lingüística catalana de 1983 repite esta misma afirmación añadiendo genéricamente que la lengua propia «es una herramienta natural de comunicación, expresión y símbolo de una unidad cultural con profundas raíces históricas». El término, sin embargo, no aparece en la Constitución de 1978, que define al castellano como «lengua española oficial del Estado» y dispone simplemente que «las demás lenguas españolas» sean «también oficiales en las respectivas Comunidades Autónomas», sin alusión alguna a lenguas propias distintas de las oficiales.
Los estatutos citados consagran la existencia de varias lenguas oficiales, de las cuales la calificada como «propia» suele ser aquella lengua de España distinta del castellano; las excepciones son los regímenes jurídicos del aranés en el Arán y del castellano en Navarra. El Estatuto de Autonomía de Cataluña califica como propia del Valle de Arán la lengua occitana denominada aranés, no el castellano ni el catalán; mientras que la Ley Foral del Euskera califica como lenguas propias tanto al castellano como al euskera. 
La Constitución Española en su artículo 3 establece que el castellano en la única lengua oficial de todo el país declarando que «Todos los españoles tienen el deber de conocer y el derecho a usar», pero se abstiene de designar ni al castellano ni al resto de lenguas españolas como lengua propia, concepto éste que sólo sería introducido en la legislación autonómica. 
Unido al de normalización lingüística, este nuevo concepto fue básico para legitimar el diseño de políticas de recuperación de la lengua propia en el sentido jurídico del término, que, según los territorios y la coyuntura política, ha oscilado desde la discriminación positiva o la llamada inmersión lingüística hasta lo que algunos califican como promoción de monolingüismo institucional.

## Tipo de categorización jurídica en el derecho lingüístico comparado
En la categorización jurídica de las lenguas en los Estados europeos, lengua propia tiene un valor similar al concepto de lengua principal que, en las leyes que regulan las autonomías de las Islas Feroe y Groenlandia, pertenecientes a Dinamarca, hace referencia a las lenguas originarias de ambos territorios.

## Presencia legislativa
El término aparece en la práctica totalidad de los Estatutos de autonomía de las comunidades autónomas españolas con más de un idioma oficial, así como en la Ley de Ordenación del Uso de la Lengua Oficial del Principado de Andorra.

### España

#### Aragón
La Ley de Lenguas de Aragón de 2009 define que los idiomas aragonés y catalán son "lenguas propias originales e históricas" de la comunidad autónoma de Aragón. Aunque esta ley no declara explícitamente la oficialidad de estos idiomas, tal y como preveía que lo haría la ley de lenguas, según disponía la Ley de Patrimonio Cultural Aragonés de 1999. Para uno de los partidos políticos (CHA) que con su voto a favor permitió la aprobación de esta ley en el parlamento aragonés la misma "establece de facto un régimen de cooficialidad" en las zonas de utilización histórica predominante y un primer paso para una futura cooficialidad.

#### Cataluña
En el Estatuto de autonomía de Cataluña de 1979, el catalán (denominado valenciano en la Comunidad Valenciana) es definido como lengua propia de Cataluña (art. 3.1). En el Estatuto de autonomía de Cataluña de 2006 se mantiene tal denominación (art. 6.1), incluyéndose algunas de las consecuencias jurídicas ya derivadas de este estatus desde el restablecimiento de la Generalidad de Cataluña, con la Ley de Normalización Lingüística de 1983 y la Ley de Política Lingüística de 1998, como son que el catalán sea el idioma de uso normal y preferente de las Administraciones públicas y de los medios de comunicación públicos de Cataluña, siendo también la lengua normalmente utilizada como vehicular y de aprendizaje en la enseñanza. En él se define también al occitano como lengua propia del Valle de Arán y oficial en todo el territorio de Cataluña(art. 6.5).

#### Comunidad Valenciana
El Estatuto de autonomía de la Comunidad Valenciana también incluye la definición del valenciano (denominado catalán en Cataluña) como lengua propia (art. 6.1). Tal definición no se elevó a rango estatutario hasta su reforma en 2006, pese a que ya la establecía la Ley de Uso y Enseñanza del Valenciano de 1983 (art. 2 y 7.1).

#### Galicia
En el Estatuto de autonomía de Galicia de 1981 (art. 5.1), así como en la Ley de Normalización Lingüística de 1983, el gallego es definido como lengua propia de Galicia.

#### Islas Baleares
En el caso de las Islas Baleares el actual Estatuto de Autonomía en su artículo 4.1 establece que La lengua catalana, propia de las Illes Balears, tendrá, junto con la castellana, el carácter de idioma oficial.

#### Navarra
En Navarra, la Ley de Amejoramiento del Fuero de 1982 (artículo 9.2) no reconoce a ninguna lengua el carácter de lengua propia de Navarra; pero la posterior Ley Foral del Euskera de 1986 otorga el carácter de lenguas propias de Navarra tanto al castellano como al euskera (artículo 2.1).

#### País Vasco
El Estatuto de Autonomía del País Vasco de 1979, reconoce el euskera como lengua propia del pueblo vasco (art. 6.1). La propuesta de reforma del Estatuto conocida como Plan Ibarretxe, mantenía dicho carácter (art. 8.1).

#### Principado de Asturias
La Ley de uso y promoción del asturiano, aprobada por la Junta General del Principado de Asturias en 1998, en su artículo primero, reconoce a esta lengua como «tradicional» de Asturias, sin definirla como propia.

#### Castilla y León
El Estatuto de Autonomía de Castilla y León establece que el dialecto leonés será objeto de protección por parte de las instituciones autonómicas. Su protección, uso y promoción serán objeto de regulación. A su vez, se recoge el respeto y la protección de la lengua gallega. Ninguna es establecida como lengua propia.

### Andorra
El término ha trascendido el marco autonómico español ya que la Ley de Ordenación de la Lengua Oficial de Andorra (diciembre de 1999) lo incorporó en su exposición de motivos («La lengua catalana es la lengua propia del pueblo andorrano»).

### Derecho internacional
La jurista y romanista austríaca Ursula Wurl considera como precedentes jurídicos del término la alusión al «idioma propio» o «propio idioma» referido a las minorías nacionales (étnicas, religiosas o lingüísticas), que se realiza:
- en el año 1960 en el artículo 5.1.c de la Convención relativa a la Lucha contra las Discriminaciones en la Esfera de la Enseñanza, adoptada en el marco de la UNESCO y suscrita en París el 14 de diciembre de 1960.[13]
- en el año 1966, en el artículo 27 del Pacto Internacional de Derechos Civiles y Políticos.[14]

## Controversias
No existe una definición conocida de lengua propia que permita distinguirla por ejemplo de lengua vernácula. Suelen ser definiciones políticas realizadas ad hoc, como la de Declaración de la Unesco que, pese a ser apoyada por el Gobierno español, su definición no se corresponde con la realidad lingüística española[cita requerida] ni con lo que realmente implementan los textos legales autonómicos[cita requerida]. En términos puramente funcionales, lo único que permite distinguir a la «lengua propia» es la capacidad de legitimar políticas institucionales favorables a las lenguas así calificadas.[cita requerida] Estas políticas variarán en intensidad en unos sitios u otros. 
Los partidarios del modelo monolingüe en catalán[¿quién?], a partir del II Congreso Internacional de la Lengua Catalana (1986), dieron carta de naturaleza al concepto lengua propia, como forma de resolver el conflicto y recuperarse del estatus desfavorable que, debido al proceso de castellanización de España, atribuyen a la considerada como lengua propia frente al castellano. Para esta postura[cita requerida] el bilingüismo siempre es una situación transitoria de sustitución de la lengua propia, por lo que, a su juicio, deben arbitrarse medidas de discriminación positiva que inviertan el proceso. En general, esta ha acabado siendo la postura predominante dentro de la sociolingüística catalana y se plasmó en el Manifiesto «Per a un nou estatut social de la llengua catalana» (1997), respaldado por numerosas figuras y que reivindicaba «la oficialidad única» para la lengua catalana, aportando como principal argumento que es la «lengua propia».
Por el otro lado, el concepto encontró críticas desde muy pronto. La primera crítica pública al concepto de lengua propia y a sus consecuencias probablemente fue el Manifiesto de los 2.300 (1981). Posteriormente, hubo filólogos como Gregorio Salvador que se mostraron también muy críticos. Esta misma postura la han compartido algunos filólogos y periodistas vascos y catalanes, como Jon Juaristi, Xavier Pericay y Ferran Toutain, cofundadores, estos últimos, de la plataforma civil Ciutadans de Catalunya, embrión del partido catalán Ciudadanos-Partido de la Ciudadanía. La misma posición ha dado cuerpo, más recientemente, a la obra de la periodista madrileña Irene Lozano y diputada en el Congreso de los Diputados de España por el PSOE. Esta misma línea crítica comparte el catedrático catalán de Derecho Constitucional Francesc de Carreras, también fundador de Ciutadans de Catalunya y próximo a Cs. Especialmente reseñable para fijar estas posiciones fue el Manifiesto del Foro Babel. Todos ellos, con diversos matices, han elaborado la crítica al concepto. En general, todos ellos coinciden en que la expresión «lengua propia» sugiere a los hablantes que su opción va más allá de la decisión personal de hablar una u otra lengua, y que esa decisión lleva implícita su adhesión a un proyecto identitario. Siempre según estos autores, «lengua propia» constituiría una categoría ideológica, no científica, que no tendría consistencia empírica fuera del ideario nacionalista. En el uso dado a este término en la legislación de la comunidad autónoma de Aragón, teniendo en cuenta lo manifestado por algunas opiniones, esta denominación podría suponer un subterfugio para evitar la declaración expresa como lengua oficial.